# Friedrich Rintelen (Kunsthistoriker)

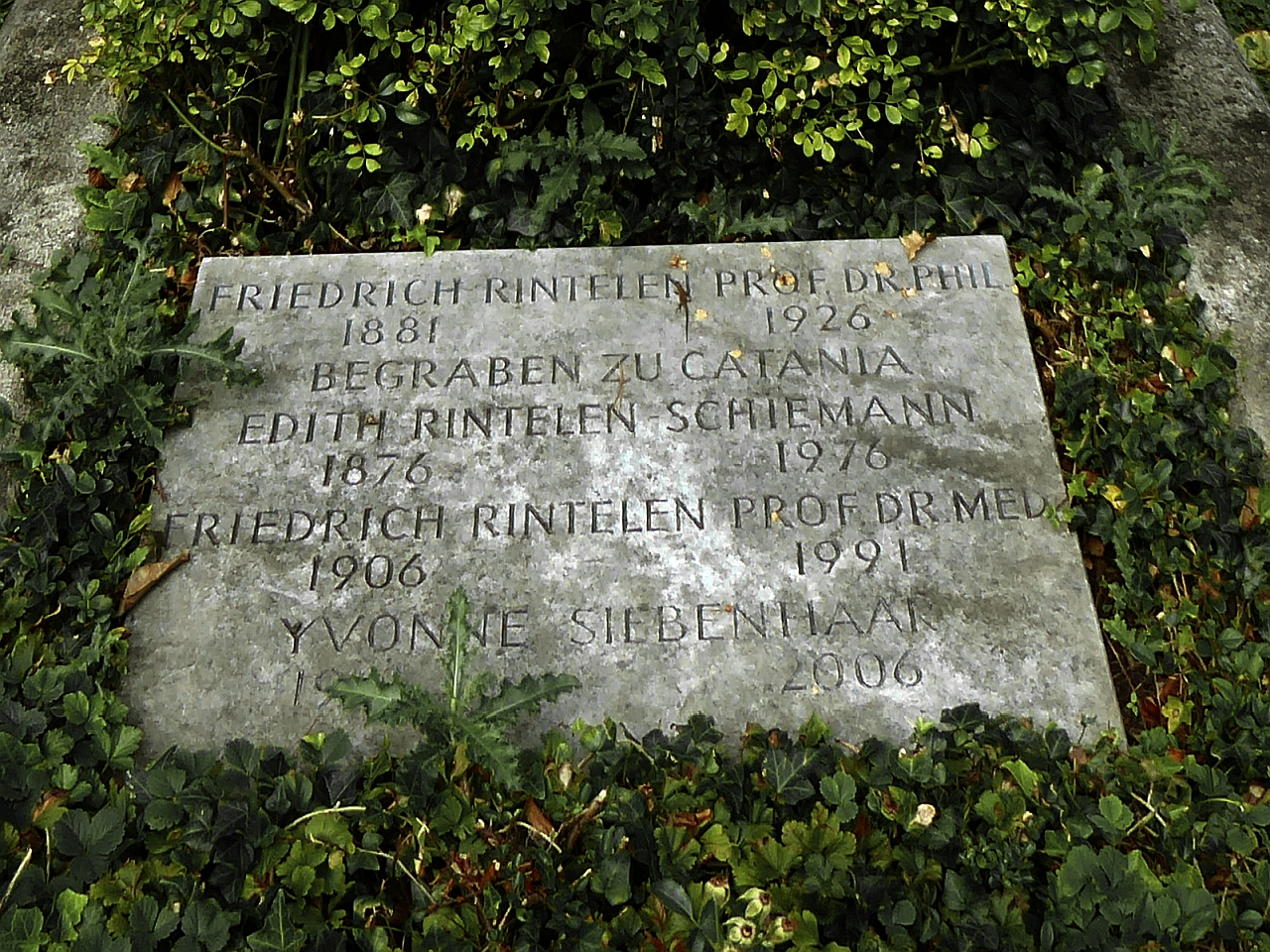
Grabplatte auf dem Friedhof Wolfgottesacker, Basel

Friedrich Rintelen (* 20. Februar 1881 in Berlin; † 4. Mai 1926 in Catania) war ein deutscher Kunsthistoriker.

## Leben und Werk
Friedrich Rintelen war das sechste Kind des späteren Präsidenten des preussischen Ober-Landes-Kulturgerichts Friedrich Rintelen. Nach der Matura besuchte Rintelen 1899 das Priesterseminar in Paderborn. Ein Jahr später studierte Rintelen Philosophie an der Universität München und promovierte 1902 mit der Dissertation Leibnizens Beziehung zur Scholastik mit der höchsten Auszeichnung.
Später wurde er Assistent unter Gustav Ludwig am Kunsthistorischen Institut in Florenz. Als Ludwig starb, wurde Rintelen sein Nachfolger. 1909 habilitierte er sich in Berlin und wurde dort 1912 zum Professor ernannt. Ab 1914 lehrte er als ordentlicher Professor für Kunstgeschichte an der Universität Basel. Im Wintersemester 1914/15 wurde Theodor Hetzer bei ihm in Basel promoviert. 1925 übernahm er zusätzlich die Direktion des Kunstmuseums Basel.
Rintelen litt an einem Nierenleiden und verstarb während eines Kuraufenthalt in Catania. Sein Sohn war der Augenarzt Friedrich Rintelen (1906–1991).

## Veröffentlichungen (Auswahl)
- Leibnizens Beziehungen zur Scholastik. Dissertation München 1902.
  - Druckfassung in: Archiv für Geschichte der Philosophie Band 16, 1903, S. 157–189, 307–334.
- Tizians Porträt des Antonio Anselmi. In: Jahrbuch der Königlich Preussischen Kunstsammlungen Band 26 ISSN 0934-618X, JSTOR:25168603, 1905, S. 202–204 (als Fritz Rintelen).
- Das Altarwerk in der Sakristei von St. Peter in Rom. In: Allgemeinen Zeitung München Nr. 287, Beilage am 13. Dezember 1905, S. 482–485.
- Giotto und die Giottoapokryphen. Müller, Leipzig 1912 (warburg.sas.ac.uk PDF).
- Dante über Cimabue. In: Monatshefte für Kunstwissenschaft Band 10, 1917, S. 97–113.
- Reden und Aufsätze. Schwabe, Basel 1927.